# علي سعيد صقر
علي سعيد صقر (مواليد 30 يونيو 1989، لاعب كرة قدم إماراتي يجيد اللعب حارس مرمى مع نادي يونايتد .
مثل نادي رأس الخيمة ونادي الإمارات ونادي دبا الفجيرة ونادي التعاون ونادي يونايتد.

## روابط خارجية
- علي سعيد صقر على موقع Soccerway.com (الإنجليزية)